# Melendugno
Melendugno – miejscowość i gmina we Włoszech, w regionie Apulia, w prowincji Lecce.
Według danych na rok 2004 gminę zamieszkiwały 9303 osoby, 102,2 os./km².